# Mitología de la Amazonía del Perú
La mitología de la Amazonia del Perú es el conjunto de mitos y leyendas que forman parte de la cultura popular del nativo de la llanura amazónica del Perú, cuyas temáticas se centran generalmente en deidades o fuerzas de la naturaleza. 
Los mitos y leyendas de la Amazonia peruana son difundidas a través de la tradición oral por los pueblos indígenas amazónicos peruanos, tales como los quechuas, los yaguas, los Murui-muinanɨs y los kichwas; los cuales recurren a la mitología en sus rituales de sanación (como en las sesiones de Ayahuasca). Dicha mitología forma parte de la cosmovisión de las etnias amazonenses, la cual se compone de seres mitológicos pluviales y bosqueños relacionados con la zona selvática.
Debido a que originalmente no existían registros escritos de la mitología de la Amazonia del Perú, ésta se empezó a dar a conocer a través los evangelizadores y colonizadores españoles que hicieron su penetración en la cultura amazónica en el periodo de la conquista del Perú.

## Yacumama
La Yacumama
es una boa negra de dimensiones y poderes hiperbolizados que vive en las profundidades de la selva. La palabra "Yacumama" proviene del quechua y significa “madre del río o madre de la cocha”.
El mito de la Yacumama varía de acuerdo con cada etnia, en la que puede llegar a ser representada por una serpiente con orejas, una serpiente bicéfala o incluso como una mujer blanca de ojos azules.
De acuerdo con un estudio titulado "Símbolos mágico-religiosos en la cultura andina" realizado por Luis Valcárcel, el mito de la Yacumama está vinculada a la de la Sachamama: 
"He aquí sintetizada la leyenda: en el Mundo de Adentro o Ukupacha pululan dos gigantescas culebras, una con sólo una cabeza, la otra con dos; son las madres del agua, la primera, y de las plantas, la segunda, con sus respectivos nombres quechuas de Yacumama y Sachamama. 
Estas dos grandes sierpes cuando salen de Ukupacha y aparecen en la superficie de la tierra, este mundo o Kay Pacha, se convierten en inmenso río o Yacumama (Ucayali significa lo mismo) o en gigantesco árbol o Sachamama aquél repta, éste camina verticalmente y tiene la apariencia de un tronco seco, sin embargo se mueve aunque lentamente y va cogiendo con la boca de abajo todas las alimañas terrestres y con la de arriba los pájaros e insectos. 

Aterrorizan a las gentes, como monstruos desmesurados. Pero, no se quedan aquí, sino que, de pronto, ascienden al cielo, y entonces Yacumama se convierte en el rayo o relámpago y Sachamama en el arco iris."  (Varcárcel, 1959, p.10)
La Yacumama es considerado un ser protector que defiende al río de la pesca, puesto a que, con sus poderes sobrenaturales, ésta provoca disturbios naturales como tormentas o remolinos con el propósito de que alejar a los pescadores.

## Tunche
El Tunche es el alma de una persona que, debido a que no muere en paz, vaga sin rumbo por la selva hasta lograr enfermar a otra persona. Este ser no tiene forma específica, ya que se dice que nadie lo ha visto, aunque en ciertas ocasiones es representado por una ave nocturna o un bulto blanco.
El objetivo del Tunche es asustar a las personas para así convertirlos en futuros Tunches y de esa forma conseguir su salvación, depositando sus pecados en la persona que logra asustar. Los niños son los más vulnerables a su ataque, al cual se le denomina "Airado (manchari)", por lo que se realiza un bautismo para su protección.
El Tunche es distinguido por emitir un silbido, que de acuerdo con sus características, indica la forma de ser de las personas: Si el silbido es largo, la persona que lo escucha es mala y si el silbido es suave, la persona es buena.
El Tunche suele ser confundido por "El maligno", el cual también es un espíritu que silba por las noches. "El maligno" es el alma del que muere ahogado o ahorcado, y debido a eso, suele ser violento, llegando a matar a aquel que se lo encuentre. En cambio, el Tunche puede ser el alma de cualquiera que haya tenido pecados leves y solo busca asustar a las personas para poder descansar en paz.

## Chullachaqui
El Chullachaqui o también conocido por nombres como Shapshico, Yashingo o Supay; es un ser de baja estatura que tiene patas de cabra, aunque a veces se dice que éstas son de venado, de perro o de algún otro animal.
La palabra "Chullachaqui" proviene del quechua, donde "Chulla" se traduce como "lo impar" y "Chaqui" como "pie o pierna". En consecuencia, la palabra completa significa "Aquel que tiene los pies desiguales", señalando la característica del ser de tener un pie más pequeño que el otro (generalmente el pie izquierdo).
Se dice que este ser habita en los lugares donde crecen los árboles Chullachaqui caspi (Tovomita sp.), debido a que las raíces de dicho árbol tienen forma de pie cuando éstas brotan del suelo. Aunado a esto, esta criatura es conocida por poseer chacras donde cultiva plantas venenosas similares a la papa, la yuca y otros vegetales alimenticios.
El Chullachaqui tiene la capacidad de transformarse en cualquier persona o animal, la cual usa para seducir mujeres, engañar niños y extraviar a los caminantes de la selva. Suele emitir un olor a cabra o a azufre, por lo que a veces se le apoda "El duende o demonio del monte".
Este ser no siempre tiene connotaciones negativas, pues se dice que el es el que protege a las plantas y animales que habitan en el bosque, castigando a aquellos que practican la cacería con regularidad, provocando tormentas eléctricas y fuertes lluvias. En ocasiones se le denomina "Amo de los animales" o "Rey de la selva".

## Runa Mula
La leyenda la Runa Mula (gente mula o mujer mula) surge con la llegada de los primeros misioneros españoles a Perú.
De acuerdo con la leyenda, cada vez que una mujer casada o comprometida seducía o mantenía relaciones sexuales extramatrimoniales, recibía un castigo. Dicho castigo consistía en que, en las noches de luna llena de los martes y viernes, la mujer se convertiría en un ser con cuerpo de mula y con cabeza y pecho de mujer.
Por lo general, a la Runa Mula se le describe como un ser que lanza llamas por su boca y fosas nasales, y que además, puede estar acompañada de un jinete que se dice que es el diablo o el amante de la misma.
Normalmente a las Runa Mulas se les perseguía para conocer hacia dónde se dirigían cuando terminaba el encantamiento. La infiel descubierta tenía que ser llevada ante un curandero para que la curara mediante baños y sesiones de Ayahuasca, liberándola del hechizo que sufría por mantener amores prohibidos.

## Simpira
El Simpira (también conocido como el señor del Panshin Nete o mundo amarillo) es un ser mitológico representado como un jaguar negro de magnitudes gigantescas que posee cuernos de taruka o venado. Se caracteriza principalmente por tener las patas delanteras de color blanco y en forma de tirabuzón.
Esta criatura utiliza sus patas delanteras para atrapar a los pecadores, a los cuales condena convirtiéndolos en bestias selváticas por toda la eternidad.
El relato del Simpira surge del mito de la creación del mundo perteneciente a la cosmovisión indígena Shipibo. De acuerdo con este, cuando el mundo fue creado, el cielo y la tierra estaban muy cerca, facilitando la relación entre los humanos y las deidades celestiales de la naturaleza. Un día, los gemelos Kesten y Kesin empezaron a disparar flechas al cielo, formando una escalera para poder alcanzarlo. Las deidades, al enterarse de que no siguieron las reglas de Bari Papa (Padre del Sol), castigó a los humanos alejando el cielo de la tierra, dividiendo esa última en cuatro espacios: Jene Nete (mundo de las aguas), Non Nete (mundo terrestre o del ser humano), Pashin Nete (mundo amarillo) y Jakon Nete (Espacio de la Luna y el Sol).
El Pashin Nete es el espacio donde habitan los espíritus malignos. Usualmente, es el destino de las almas de las personas pecadoras y los malos curanderos, los cuales son dirigidos por el Simpira.

## Motelo Mama
La Motelo Mama es una criatura mitológica que tiene forma de tortuga gigante, cuya existencia data de miles de años atrás.
De acuerdo con la mitología amazónica, la Motelo Mama lleva sobre su caparazón un pedazo de selva que crece sobre ella, permaneciendo la mayoría del tiempo en un estado inmóvil. Sin embargo, cuando ésta decide cambiar de lugar, sus movimientos son muy bruscos, provocando movimientos de la tierra y de las aguas.
Las creencias indican que la Motelo Mama es madre de todos los quelonios de la selva amazónica y que esta criatura tiene un  estimado de vida infinito, por lo que se cree que ha existido desde el inicio de los tiempos.

## Mapinguari
El Mapinguari es un espíritu protector al que puede verse como una bestia bípeda cubierta de un pelaje rojizo y con los pies al revés. Tiene la capacidad de emitir un olor fuerte y nauseabundo, el cual utiliza para castigar y noquear a los cazadores furtivos y a la gente que agrede a la selva.
Algunas versiones de la leyenda mencionan que tenía un solo ojo en la frente o una segunda boca el la parte del abdomen.
Se cree que el Mapinguari es un animal que existía realmente en lo profundo de la selva, relacionándolo una especie de perezoso terrestre considerado extinto desde finales del periodo Pleistoceno.

## El bufeo colorado
La leyenda del bufeo colorado hace referencia  al delfín rosado del Amazonas, cuyo color lo distingue de otras especies de delfines.
A los bufeos colorados se les suele denominar "gente de agua (Yakuruna)" que, de acuerdo con la tradición oral de los napurunas, dichas criaturas pueden transformarse generalmente en un hombre (aunque pocas veces se menciona la existencia de bufeos hembras que se transforman en mujeres) rubio, de ojos claros y de facciones atractivas.
Con su apariencia humana, los bufeos suelen presentarse a eventos sociales, con el fin de seducir o enamorar a las mujeres del pueblo (en caso de los bufeos hembras, seducen hombres). Se dice que sus víctimas empiezan a tener un deseo intenso de permanecer todo el tiempo junto al río. Posteriormente, los bufeos tientan a sus víctimas a tener relaciones sexuales con ellos en el río, para después raptarlas.
En caso de no poder raptar a sus víctimas, el bufeo las embaraza, dándoles hijos con características monstruosas que tienden a fallecer al poco tiempo.
De acuerdo con la cosmovisión de los napurunas, el mundo está dividido en dos: El superior y el inferior. Se cree que el Señor del agua deposita a los espíritus malignos en el mundo inferior, en el cual habitan seres que suelen salir a tentar a los buenos, en los que se encuentra el bufeo colorado.

## Runa Puma
Runa Puma es una expresión utilizada por los pueblos de habla quechua, la cual significa "hombre jaguar".
Runa Puma se refiere a aquellas personas que tiene la capacidad de convertirse en jaguares negros. Dichas personas, por lo general eran brujos que recurrían a pactar con demonios del monte a través de cantos para poder transformarse. Los Runa Pumas vivían apartados en las profundidades de la selva.
A medida que los Runa Puma se convierten en jaguares, la necesidad de beber sangre y comer carne humana es mayor, por lo que suelen atacar a las personas para satisfacer su apetito. Asimismo, cada vez que se transforman, aumenta la amenaza de que no puedan volver a convertirse en seres humanos.
Las creencias de las etnias amazónicas sugieren que los Runa Puma son mensajeros del más allá o brujos capaces de hechizar desde distancias lejanas.

## Urcututo
El Urcututo es una criatura mitológica que tiene forma de búho gigante y que habita en las profundidades de la selva amazónica peruana.
Los Urcututos, de acuerdo con la leyenda, tenían pactos secretos con los brujos o chamanes de la región. Dichos pactos consistían en utilizar a los Urcututos para descargar por los aires dardos mágicos con veneno, para dañar o asesinar a los enemigos de los chamanes.
De la misma forma, los Urcututos solían ser enviados como mensajeros, además de fungir como cuidador y protector durante sesiones de ayahuasca. 
Entre la población de Iquitos y sus alrededores, se cree que el canto de los Urcututos son presagio de un embarazo de alguna mujer conocida por quienes escuchan el canto.

## Tanrilla
La Tanrilla es una garza de pequeñas dimensiones, que se distingue por tener patas finas y largas.
Sus patas son utilizadas para poder realizar encantamientos de amor. Cuando el curandero o el chamán recibe el encargo de preparar dichos encantamientos, éste debe de cazar a la Tanrilla con dardos de cerbatana y, al mismo, tiempo deberá haber estado dietando por varios días.
Una vez cazada el ave, los huesos son extraídos, limpiados y preparados mediante cantos. A las patas se les extrae  la médula, provocando que tengan una forma cilíndrica o como tubo. A través de éstos, el enamorado deberá espiar a la mujer elegida, evitando que ésta se dé cuenta de que está siendo observada. Si la operación se ha realizado de la forma correcta, a los pocos días se enamorará.

## Chicua
El ave Chicua es una especie de gavilán nocturno de plumaje marrón que habita en la provincia de Rioja, en San Martín.
Su nombre proviene del sonido que hace al cantar. Dicho canto es conocido por predecir sucesos futuros, y de acuerdo con los lugareños puede tener tres significados: Algo peligro está por ocurrir, el ave está indicando su presencia o ésta acompañada de otras aves Chicua.
Algunas leyendas indican que el Chicua es un ser maligno enviado por algún brujo que busca vengarse de alguien. Además, los cazadores y pescadores creen que si  se escucha el canto del Chicua, es porque sus parejas les están siendo infieles durante sus ausencias.

## El Ayaymama
El Ayaymama (Nyctibius griseus) es un ave, que al igual que el ave Chicua, tiene un canto característico, del cual surge la leyenda amazónica.
El relato comienza con la expansión de una peste en un pueblo de la región Amazónica, siendo la primera víctima la madre de dos niños. La madre enferma, para evitar que sus hijos se infectaran, decidió dejarlos en una quebrada alejada de la región, la cual gozaba de abundantes frutos y peces.
Los niños, sin percatarse de la situación, se divirtieron hasta la llegada de la noche, en la cual empezaron a sentir la ausencia de su madre, decidiendo regresar a su hogar. En su retorno a casa, los niños se perdieron, deseando desesperadamente ser aves para encontrar con mayor facilidad a su madre. El dueño de una mena, los escuchó, y con sus habilidades mágicas, los convirtió en aves. Los niños volaron hasta el pueblo, pero cuando llegaron, vieron que todos estaban todos muertos. Desde entonces, ellos siguieron volando, y cuando se posan sobre los árboles, emiten un canto de dolor que suena como si pronunciaran la palabra "Ayaymama".

## Tsoronto
También llamada Soronto se trataría de una  araña gigante cuidadora y protectora de bosques de la Amazonia peruano que mediría de 1 a 2 metros de alto
Habitara en el amazonas peruano en los departamentos de madre de dios, Ucayali y Loreto oculta de los curiosos que quisieran verlo
Entre sus habilidades se encuentra el poder de hipnotizar a sus víctimas para luego comérselas vivas 
Veneradas por los pueblos indígenas machiguengas de madre de dios

## Cotoboa
También llamada como Coto machacuy o Coto machaco
Se trataría de una enorme serpiente de dos cabezas que habitaría en los renacos y los extensos bosques de la amazonia peruana.
Se mimetizaria  entre  los árboles una de sus cabeza estaría por encima de los árboles imitando el aullido del coto mono para poder atraerlo y la otra sobre la tierra esperando a su presa para así comérsela viva.
Muy temido y respetado por los pueblos awajun y jíbaros.